# Alur
Alur – nilotycki lud afrykański zamieszkujący północno-zachodnią Ugandę i sąsiednie obszary Demokratycznej Republiki Konga. Posługują się własnym językiem alur, który jest językiem luo. Ich populację szacuje się na 2,4 miliona. Ich język podobny jest do języków aczoli, langi i padhola do tego stopnia, że są wzajemnie zrozumiałe. 
Historycznie ojczyzna Alur znajduje się wokół północno-zachodnich brzegów Jeziora Alberta i Nilu Alberta, chociaż wielu Alur, obecnie mieszka w większych miastach Ugandy, w tym w stolicy Kampali.
Alur pochodzą z kolebki Nilotów, tzw. River-Lake Nilotes – z południowego Sudanu. Przodkowie Nilotów migrowali na południe jakiś czas po 1000 roku n.e. osiedlając się w Pubungu, na północnym krańcu Jeziora Alberta. 

## Galeria

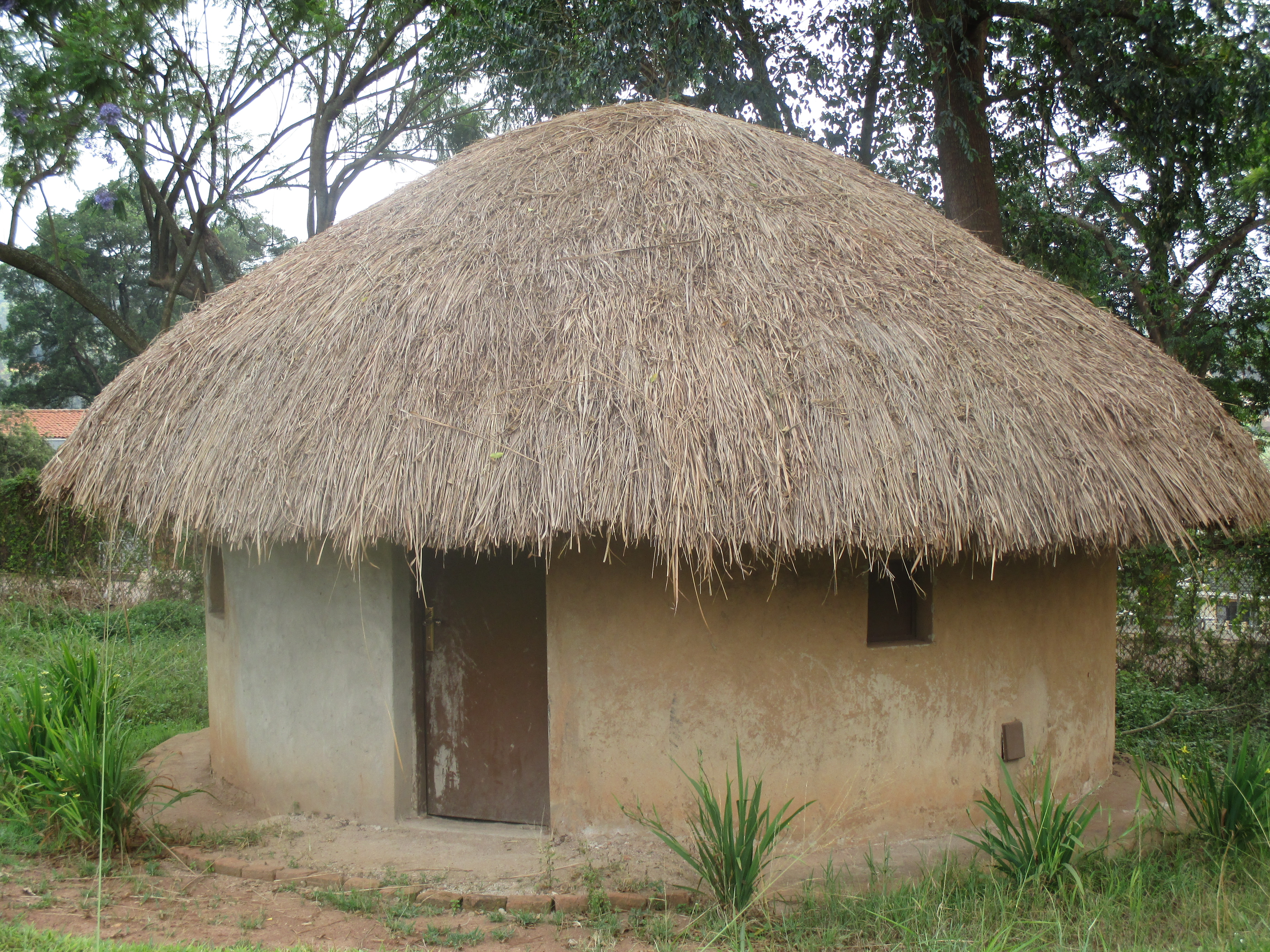
Dom Alur.
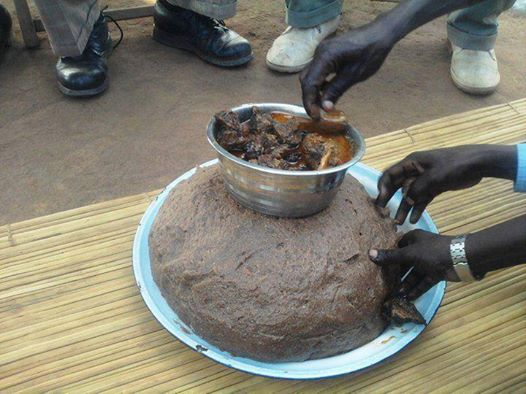
Tradycyjne jedzenie Alur (chleb, wędzone ryby i zupa).
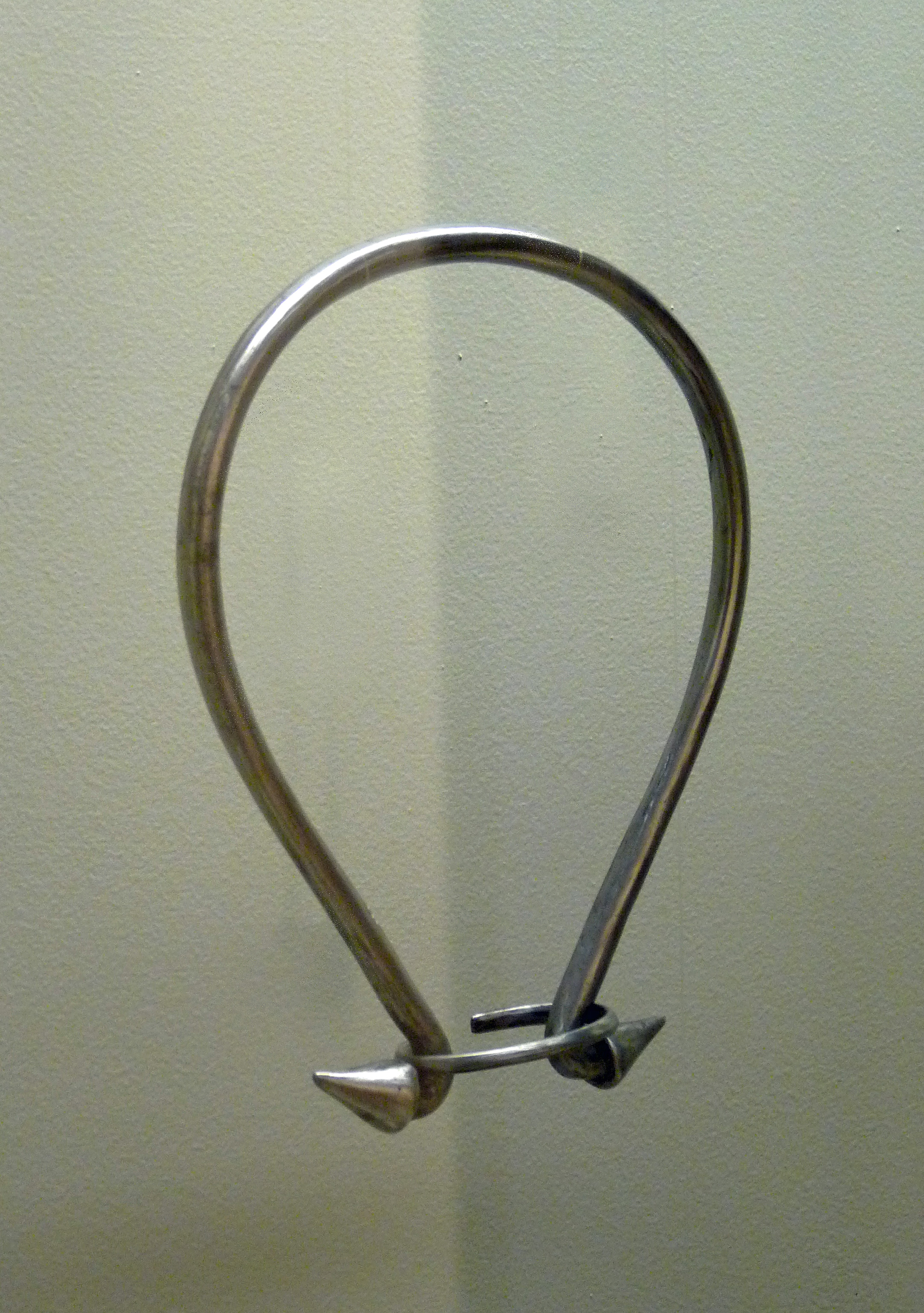
Naszyjnik z kutego żelaza
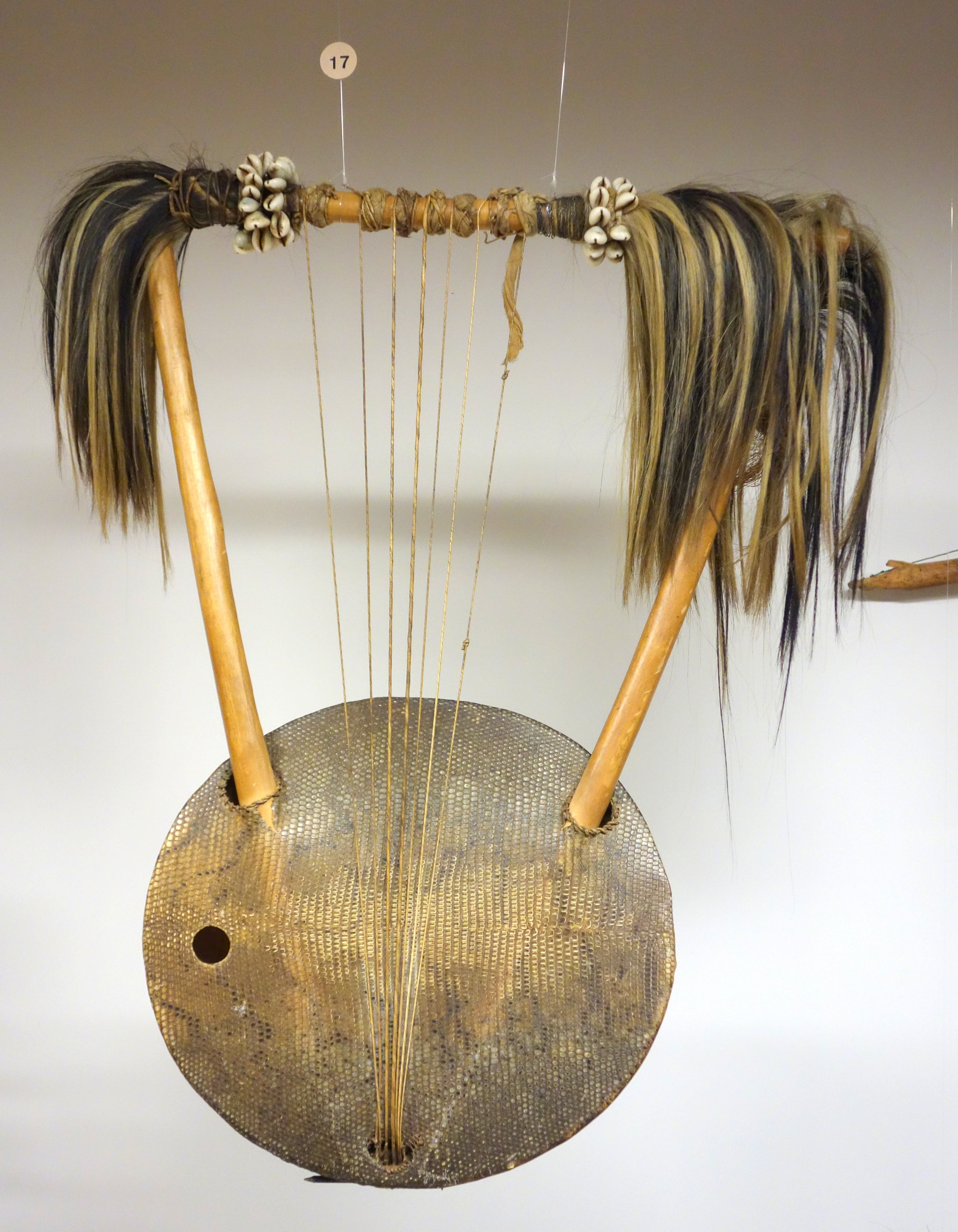
Lira Alur.